# Vuk Ćosić
Vuk Ćosić (ur. 31 lipca 1966 w Belgradzie) – słoweński artysta współczesny związany z nurtem net.art, działacz polityczny, literat i artysta sztuki nowych mediów. Działa od 1994 roku.
Znany jest z przełomowych działań, jako pionier w dziedzinie net.art. Jego stale ewoluująca twórczość charakteryzuje się mieszanką zagadnień filozoficznych, politycznych i konceptualnych powiązanych z problematyką sieci oraz innowacyjnym wyczuciem współczesnej miejskiej i podziemnej estetyki.
Podczas badań prowadzonych w latach 1996–2001 nad estetyką słabo zaawansowanej techniki, ekonomią, ekologią i archeologią mediów, stykiem problemu tekstu i kodu komputerowego w sztukach wizualnych, wykorzystaniem przestrzeni w informacji, jej płynnością i nieskończoną wymienialnością, zainteresował się kodem ASCII. Z tych doświadczeń wywodzą się jego publikacje: History of Art for the Blind (Historia Sztuki dla Niewidomych), ASCII Unreal (gra artystyczna), ASCII Camera, ASCII Architecture, Deep ASCII oraz  ASCII History of Moving Images – historia kina przekształcona na format tekstowy.
Jest współzałożycielem Nettime, Syndicate, 7-11 oraz Ljubljana Digital Media Lab (Cyfrowe Laboratorium Medialne w Lublanie).

## Sztuka
Ćosić do tworzenia swoich obrazów i filmów wideo używa systemu ASCII (American Standard Code for Information Interchange). Stworzył własne oprogramowanie służące do konwersji pikseli z obrazów nieruchomych i ruchomych na ASCII, a także eksperymentował z transkrypcją dźwięku i ruchu kamery poprzez ASCII. Krótkie zdania lub akapity istotne dla jego pracy są często krótko podsumowane przez kilka fragmentów tekstu w formie ASCII.
Ćosić zestawiał retrospektywnie niektóre ze swoich dzieł, w tym różne obrazy z History of Art For Airports. Zapożyczył zarówno obrazy sztandarowe, jak i te mniej znane, redukując je tak, by przypominały piktogramy znalezione na drzwiach do toalety. Źródła dla wielu z nich są natychmiastowo rozpoznawalne, są nimi np. dzieła Paula Cézanne’a Grający w karty czy Andy’ego Warhola Campbell’s Soup.
Niektóre z jego bardziej znaczących dzieł zostały wykonane ze scen ze znanych filmów, w tym ASCII History of Moving Images z 1999 roku, bazujący na scenie z filmu Psychoza Alfreda Hitchcocka. Kolejny obraz przedstawiający scenę z filmu pornograficznego pochodzi z Deep Throat. Przerobiony on został na Deep ASCII. Ćosić zrealizował również serię krótkich animowanych sekwencji z różnych filmów i seriali telewizyjnych, począwszy od Star Treka po King Konga, a kończąc na fotografiach dzieł sztuki, takich jak Wenus czy grota Lascaux. Silny nacisk na klasyczne media wskazuje na możliwe zainteresowanie Ćosicia historycznymi aspektami sztuki.
Retrospektywny pokaz zawierał również nowe dzieło – File Extinguisher, które Ćosić opisuje jako „projekt, który naprawia sieć, udostępniając surferowi całkowicie darmową usługę usuwania plików. Jedyne, co musisz zrobić, to wgrać swój plik, a my go dla ciebie usuniemy, całkowicie”.
ASCII History of Art for the Blind to strona internetowa, która werbalnie opisuje wybrane obrazy, poprzez odczytanie każdego ze znaków ASCII, które składają się na obraz za pomocą automatycznego zapisu.
War jest zbiorem plików ze zdjęciami zrobionymi przed ekranem telewizora w 1999 roku, ukazującym wydarzenia, które miały miejsce podczas bombardowania Jugosławii przez NATO.

## Wystawy i projekty
1991
- Basta (z Krpan, Martek, Opalić, Talent, Tolj), Dubrownik

1992
- Lublana, Flat Jurij Krpan
- Triest, Galeria Juliet
- Total Egal, St. Lambrecht (with Antun Maračič & Nenad Dančuo)

1994
- Hollywood, Lublana

1995
- Le Coco Fruitwear (Urbanaria – Part Two, z Matej Andraž Vogrinčič), Lublana, Prešernov trg > (Trabakula), Rijeka, Dubrovnik, Split > London, ICA > (Biennale dei Giovani Artisti dell'Europa e del Mediterraneo), Turyn

1996
- Velodrome Online (z Luka Frelih & Strip Core, The Drug of the Natyon), Kopenhaga, Electronic Cafe International

1997
- Raziskovalni Inštitut za Geo-umetniško statistiko Republike Slovenije: Public presentation of the mobile etalon of the Slovene Mediterranean metre (z Alenka Pirman & Irena Wölle), Piran, Tartinijev trg > Biennale dei Giovani Artisti dell'Europa e del Mediterraneo, Turyn
- A Day in the Life of a Net.artist (Media in Media), Lublana, Mestna galerija

1998
- History of Art for the Airports, Tank, No. 1, Londyn
- Lascaux, Venus, St. Sebastien, Pieta, Cézanne, Duchamp, Malevich, Warhol, Lumiere bros, Star trek, King kong, Haiku, Jodi, Bunting, Shoulgin
- ASCII History of Moving Art, dzieło Ćosicia przedstawia siedem krótkich fragmentów z dobrze znanych filmów i seriali